# 菅原剛
菅原 剛（すがわら たけし）は、日本の元子役及び元俳優。

## 略歴・人物
『電光超人グリッドマン』の藤堂武史 役で知られていた。映画『HAPPY PEOPLE』に出演したのを最後に、その後の出演は確認できていない。

## 出演

### テレビドラマ
- 部長刑事 第1265話（1983年1月22日、ABCテレビ）
- メタルヒーローシリーズ（テレビ朝日）
  - 特救指令ソルブレイン 第33話（1991年9月1日）
  - ビーファイターカブト 第10・14話（1996年5月5日・6月2日） - 甲平の友人 役
- 天使のように生きてみたい 第1・2話（1992年7月3日・10日、TBS）
- 電光超人グリッドマン（1993年4月3日 - 1994年2月5日、TBS） - 藤堂武史[1]、タケオ（第33話） 役
- 刑事追う! 第12話（1996年6月24日、テレビ東京）
- 闇のパープル・アイ 第1・7 - 9話（1996年7月1日・8月12日 - 26日、テレビ朝日）

### 映画
- HAPPY PEOPLE（1997年）[2]

### 雑誌連載
- てれびくん「電光超人グリッドマン 魔王の逆襲」 - 藤堂武史 / グリッドマンシグマ 役